# 아메바 비전
아메바 비전(Ameba Vision)은 아메블로(ameblo)에서 사용하고 있는 동영상 업로드·뷰어 페이지를 말한다.
이전에는 니코니코 동화에도 연계하는 정책을 실시했으나 2007년 저작권 문제로 인하여 중단되었다. 하지만 니코니코 동화의 사용자가 많다는 것을 인정하여 아메바 블로그에 니코니코 동화의 외부 플레이어 재생이 가능하도록 한 정책을 계속 유지하고 있다.

## 특징
- 파란의 엠박스처럼 최종적인 파일 영상 보존의 한계를 지정하고 있지 않다.(업로드 때에는 100메가로 제한하고 있다)
- 이용자들의 영상의 업로드 용량을 제한하지 않는다.
- 아메바 블로그와의 연계를 통해서 아메바 블로그 사용자들에게 사랑을 받고 있다.

## 저작권 심사
- 2007년 저작권 문제로 인한 법적 분쟁이 일어난 이후 아메바 블로그 운영진 내에서 자성의 목소리가 나왔는데, 이는 차후 저작권 대행 업체와의 연계로 이어지게 된다.(저작권 대행 업체와의 연계는 전 세계적인 저작권 데이터베이스를 가지게 된 이유가 되었다)
- 이에 따라 전 세계 어느 나라에서 중간 편집을 한 영상을 올린다고 하더라도, 저작권 데이터베이스를 위반하면 운영진이 즉시 삭제 처리하는 사례가 종종 발생하고 있다.
- 즉, 아메바비전은 영상을 개인이 캠코더로 촬영한 것이 아니면 업로드하기 어려운 까다로운 심사진행 시스템이 되었다.